# Rivière Manitou (île Manitoulin)
Pour les articles homonymes, voir Manitou et Rivière Manitou.
La rivière Manitou est un cours d'eau coulant dans les cantons de Central Manitoulin et Tehkummah, dans le district Manitoulin, sur l'Île Manitoulin, dans la région administrative du Nord de l'Ontario, dans la province de l'Ontario, au Canada.
Hormis les zones domiciliaires, la sylviculture constitue la principale activité économique de cette vallée, l'agriculture, en est la seconde.

## Géographie
La rivière Manitou prend sa source au barrage situé au fond d'une baie de la rive sud de la partie est du lac Manitou à Sandfield, dans le canton de Central Manitoulin sur l'île Manitoulin. Ce lac axé sur les activités récréotouristiques comporte une superficie de 104 km2, une longueur de 198 km, une largeur de 6 km et une altitude de 222 m.
Le courant de la rivière Manitou descend généralement vers le sud-ouest sur 20,1 km à travers la forêt boréale (traversant quelques zones agricoles dans la partie supérieure), avec une dénivellation de 46 m, selon les segments suivants :
- 6,2 km vers l'ouest, d'abord en passant sous le pont de l'autoroute 542, jusqu'à un coude de rivière où elle se dirige davantage vers le sud-ouest, passe sous le pont de la route Case Road, traverse la partie sud d'un petit lac (longueur : 0,4 km, altitude : 207 m) lequel reçoit la décharge (venant du nord) d'un ruisseau, puis traverse la partie sud-ouest du lac White (altitude : 207 m), jusqu'à son embouchure ;
- 8,4 km généralement vers le sud-ouest, en passant sous le pont de la route Townline Road West (sens est-ouest) dans le hameau de Snowville, en coupant successivement la route Sideroad 20 (sens nord-sud), la route Concession Road 2 (sens est-ouest), le Government Road, jusqu'à la décharge (venant de l'est) du lac Smoky Hollow ;
- 5,5 km vers le sud en serpentant et en recueillant la décharge (venant de l'ouest) d'un petit lac, jusqu'à son embouchure[2].

La rivière Manitou se déverse à Michael's Bay (canton de Tehkummah) sur la rive nord du lac Huron à l'extrémité sud de l'île Manitoulin.

## Mise en valeur de la vallée
Une stratégie de mise en valeur du Blue Jay Creek et de la rivière Manitou a été achevée en juin 2001 et approuvée en décembre 2003 par le Manitoulin Streams Improvement Association. L'organisation a réhabilité 17 sites majeurs le long de la rivière, ce qui a amélioré la qualité de l'eau et de la pêche dans la région.

## Toponymie
Les toponymes « lac Manitou » et « rivière Manitou » sont liés. Le terme « Manitou » dérive de la tradition huronne dont la population était jadis importante autour du lac Huron.